# Feisoglio
Feisoglio là một đô thị tại tỉnh Cuneo trong vùng Piedmont của Italia, vị trí cách khoảng 70 km về phía đông nam của Torino và khoảng 50 km về phía đông bắc của Cuneo. Tại thời điểm ngày 31 tháng 12 năm 2004, đô thị này có dân số 383 người và diện tích 7,4 km².
Feisoglio giáp các đô thị: Bossolasco, Cerreto Langhe, Cravanzana, Gorzegno, Levice, Niella Belbo, Serravalle Langhe và Torre Bormida.